# 기병대 (조슈번)
기병대(일본어: 奇兵隊 키헤이타이[*])란 1863년 다카스기 신사쿠의 제안으로 조슈번이 결성한 사병 집단이다. 중세 봉건적 신분제와 군 편성 방식을 탈피해 정식 무사(번사)와 하급 무사 그리고 농민 출신을 망라한 선구적 집단으로 번내 여론 형성과 신진 교육의 개념까지 맡았던 집단이다. 말을 탄 기병(騎兵)의 뜻이 아닌 전통적 정규군의 반대 개념으로서 기병(奇兵)으로 명명됐다. 번내에 이미 선봉대라는 정규군이 있었고 그 반대 개념으로 이름한 것이 그 유래다. 총독의 지휘하에 보병 부대와 포병 부대로 편성됐다.
일본에서 기병대(奇-)라는 것은 다음 두 가지 예에 한한다. 첫째는 에도 말기(1863년)부터 유신 직전까지 죠슈 번에 존재했던 기병대, 둘째는 세이난 전쟁 때 사이고 다카모리가 유신 이후 사무라이 해체에 대한 반발로 결성한 반란군 중 일부, 이 두 가지를 일컫는다.

## 죠슈 기병대
1863년(분큐 3년) 시모노세키 전쟁 후 다카스기 신사쿠가 제안해 조직된 전투 부대로서 부대 편제와 훈련은 전적으로 쇼카손주쿠(松下村塾) 동문들에 의해 이뤄졌다. 그들은 요시다 쇼인의 '서양보병론'으로 공부한 동문들로 당초 목적은 이양선(서양 배)들로부터 나라를 지키는 것이었다. 첫 본거지는 가이센도이야(廻船問屋)의 아카시 쇼이치로 저택(白石正一郎) 이었고 후에 아카마 신궁(赤間神宮)으로 이전했다. '기이할 기(奇)'를 써 기병이라 한 것은 다카스기 신사쿠가 스승 요시다 쇼인의 유지를 받들어, 신분을 초월한 총력적인 서양 병제라야 일본 일개 번에 불과한 죠슈가 막부의 압정과 외세의 침략을 버틸 수 있다고 올린 상소문에서 기인한다.
기병대원들이 신분 문제로 죠슈 정규군인 선봉대(撰鋒隊)와 갈등을 겪은 끝에 '쿄호지 사건(教法寺事件)'을 일으켜 초대 기병대 총독 다카스기 신사쿠가 해임됐고, 후임으로 가와카미 야이치(河上弥市)와 타키 야타로(滝弥太郎) 2인 총독 체제로 임시 구성됐다가 아카네 타케토(赤根武人)가 정식 후임 총독에 올랐다. 군감(감시역)으로는 야마가타 쿄스케(훗날의 야마가타 아리토모)가 임명됐다. 분큐 3년(1863년) 교토에서는 8월 18일 정변이 일어나 일본 황궁에서 죠슈 번사들이 모두 퇴출됐다.
1864년(겐지 원년) 신센구미가 존양파 죠슈번사들을 습격한 이케다야 사건으로 많은 유신 지사들이 죽었다. 수세에 몰린 죠슈 번은 반격을 노리고 황궁으로 몰려갔으나 아이즈번, 구와나번으로 편성된 막부군과 사쓰마번에게 밀려 쫓겨갔다. 후일 금문의 변으로 알려진 이 사건으로 교토 시가지가 불타고 죠슈 번은 역적 신세(朝敵)가 됐다. 막부는 황궁의 조칙을 받들어 대규모 정벌군을 편성하고 죠슈 번으로 향했는데, 죠슈 번의 기병대는 이 때부터 본격적으로 활약을 시작했다.
막부 군의 제1차 정벌에서 죠슈번이 패배한 후 전년도 '쿄호지 사건'으로 번에서 추방됐던 다카스기 신사쿠가 귀환했다. 죠슈 번주인 모리 다카치카는 다카스기에게 전권을 줬고 이에 죠슈 번내 보수 인사들은 줄줄이 숙청됐다. 죠슈 번은 타도 막부(도막: 倒幕)의 기치를 올리고 서양식 관제와 병제를 도입한다.
1865년(겐지 2년)엔 다시 에도 막부가 2차 죠슈 정벌군을 편성해 쳐들어와 기병대는 다시 전투를 계속했다.
1866년(게이오 2년)에 죠슈번은 원수 사쓰마번과 삿쵸 동맹을 맺어 이듬해인 1867년(게이오 3년) 10월 대정봉환을 달성하고 1868년 왕정 복고(메이지 유신)를 선언한다. 기병대는 메이지 신정부군에 배속돼 막부군과 보신 전쟁(戊辰戦争)에서 싸웠다. 이즈음 죠슈 번(유신 후 스오 지구(周防地区)라 명명)에서는 제2 기병대(혹은 남기병대)가 새로 결성된다.
기병대는 신분 제도를 타파해 농민이나 상민들과 혼성으로 구성됐으나 제복 소매 끝에 출신 성분을 표시하는 장식(袖印:수인)이 있긴 했다. 그들은 죠슈 번청에서 월급을 주는 어엿한 정식 부대였으며 대원들은 따로 막사에서 기거하면서 '난학자(蘭学者:서양 문물 연구가)' 오무라 마스지로(大村益次郎)에게 배웠다. 군사 훈련은 낮 2시간의 휴식 시간을 포함해 새벽 5시부터 저녁 8시까지 13시간에 달했으며, 새벽이나 야간 중 2시간 일과 외 공부까지 수행해야 했다. 그래서 후대의 역사가들은 기병대를 단순 민병대가 아닌 정규군으로 본다. 기병대는 총독 휘하 보병 부대, 포병 부대로 구성됐다.
다카스기 신사쿠는 막부 치하에서 타락하고 안주하는 사무라이들보다 새로운 세상을 꿈꾸는 기병대원들이야말로 진짜 전력이 될 것으로 믿었다. 그들은 서양식 병제와 전술을 깊이있게 공부하고 신식 라이플 총(미니에 총, 스나이들 총)으로 무장해 각지에서 전공을 올렸다. 특히 그들의 미니에 총은 유효 사거리가 500미터에 달한 데 반해, 막부군의 주력인 아이즈 번사들의 게벨 총은 유효 사거리가 100여 미터에 불과했다.

### 탈대소동(혹은 탈퇴소동)
1869년(메이지 2년) 7월 판적봉환(版籍奉還)으로 죠슈 번의 점유지인 이시미 지방(현재 시마네현 서부)과 부젠 지방(규슈 북동부, 현 후쿠오카현 동남부와 오이타현 북부)을 국가에 반환해야 했다. 메이지 정부의 바뀐 관제에 따라 다이묘에서 도지사가 된 모리 모토노리(毛利元徳)는 번의 규모를 줄이느라 11월 25일 새로 번정 개혁을 단행했다. 기병대를 포함해 죠슈 정규군 5천 여명 중 2250 명은 일본 육군으로 흡수됐고 남은 3천 명은 따로 보상도 없이 바로 해산됐다. 상식을 벗어난 처우 때문에 11월 30일 나가시마 요시스케(長島義輔) 등 구 기병대 출신 중 일부가 후지야마 스케쿠마(藤山佐熊)와 토미나가 유린(富永有隣) 등 타부대 출신 1200여 해직자들과 함께 탈대소동을 일으켰다.
1870년(메이지 3년) 1월 13일 오오모리 현(현 시마네현) 하마다 지방법원을 습격한 그들은 1월 24일에는 야마구치 현청을 포위하는 등 현지 방위군을 잇달아 격파하고 주변 1800여 명의 농민들과 힘을 합쳐 규모를 불렸다. 이 소동으로 당시 번벌의 한 축인 죠슈 번 출신들의 발언권 저하를 우려한 기도 다카요시(木戸孝允)가 직접 진압군을 끌고 나타났다. 죠슈 번 상비군 3백에 일본군 제4대대 250명, 오사카 병학자 80여 명을 참모로 우베 시 원군 100여 명을 포함 총 800명이었는데 2월 9일 요로이가사키(鎧ヶ垰) 고개를 넘어와 반란군과 교전했다. 미기타가타케(右田ヶ岳)의 천덕사(天徳寺)에는 아직도 당시 반란군이 농성해 소실된 절터 흔적이 남아있다.
이 소동으로 반란군 전사자 60명, 부상자 73명, 진압군 전사 20명, 부상자 64명이 발생했다. 반란군 중 평민 출신 1300명은 해산시켜 집으로 보냈고 나머지 600명은 메이지 유신의 공을 인정하고 각기 쌀이 지급됐다. 하지만 주동자인 나가시마 외 25명을 시작으로 5월 6일까지 총 221명이 처형됐다. 이중 참수 84명, 할복 9명, 물고문으로 2명이 죽었고 33명이 옥사했으며 41명이 유배지에서 죽었고 근신 명령을 받은 45명이 죽었다. 또한 연루 혐의가 있는 133명도 같이 처형됐다. 아이러니하게도 기병대 창설자 다카스기 신사쿠의 아버지 다카스기 고츄타(高杉小忠太)가 처분의 총책임자였다.
탈퇴소동의 주모자 중 하나로 여겨지는 다이라쿠 겐타로(大楽源太郎)에게 3월 5일 법원 출두명령이 내려졌다. 그는 소동에는 참가하지 않았지만 이 모든 소동에 불을 붙였던 오무라 마스지로 암살사건으로 그의 동문 수학들이 탈대소동에 참여해 결국 투옥되고 고문으로 죽었다. 신변의 위협을 감지한 다이라쿠는 규슈 붕고 지방(현 오이타현)과 이요 지방(현 에히메현) 등등을 전전하며 가와카미 겐사이(河上彦斎)의 집 등지에서 숨어지냈다. 거기서 다시 자신처럼 정부군에 쫓겨다니는 사람들을 규합해 다시 재기를 노린다.
1871년(메이지 4년) 3월 메이지 정부가 히로사와 사네오미(広沢真臣) 암살사건을 수사중 니쿄우 사건(二卿事件) 이 일어나면서 다이라쿠의 은신처가 발각됐다. 그는 다시 존왕파 동지들의 입김이 강한 구루메번의 응변대(応変隊)에 몸을 의탁했으나 정부군과 싸울 의사가 없었던 구루메 번사들에 의해 처단된다. 그를 숨겨줬던 가와카미도 범인은닉죄로 체포돼 처형됐다.
처벌을 피해 숨었던 기병대원 중 일부는 각지에서 농민 봉기에 껴들어가기도 하고 메이지 시대 초 빈발했던 사무라이 반란(혹은 사족 반란이라고도 함)에 영향을 줬다. 또 일부는 '붕고수도(豊後水道)'(오이타현 동부 해로)의 무인도를 점거하고 해적으로 변하기도 했다. 과거 호쿠에쓰 전쟁으로 막부군을 마지막까지 몰아넣었던 유신의 주역 기병대는 뿔뿔이 흩어져 사라졌다. 역시 기병대 출신으로 신 메이지 정부 참의에 오른 마에바라 잇세이(前原一誠)는 반란주동자 처형에 맹렬히 반대하면서 기도 타카요시(木戸孝允) 등 번벌(藩閥) 강경파들에 맞서던 끝에 사표를 내고 칩거했으며, 옛 존양파 동지들(구 간성대(干城隊)와 사대대(四大隊) 등)을 규합해 하기의 난을 일으켰다.

## 사이고 다카모리의 기병대
세이난 전쟁 때 다카세・다하루 전투(高瀬・田原の戦い)에서 패한 사이고 군은 구마모토성의 포위를 풀고 야베하마 거리(矢部浜町)까지 퇴각했다. 사이고 다카모리는 손실된 부대를 모아 군 재편성에 들어갔다. 이 때 신편대대 지휘관 노무라 오시스케(野村忍介)가 기병대라 자기 부대를 명명하고 붕고국(현 오이타현)에 진출해 세이난 전쟁 중후반 동안 활약했다.

## 그 외
- 2010년 간 내각(菅内閣,2010.6.8-2010.9.17)의 일본 총리 간 나오토(菅直人)[11] 가 자기 내각을 기헤에타이 나이카쿠(奇兵隊内閣)라 비유한 바 있다.[12]

## 참조
- 키헤에타이 결성강령(『奇兵隊結成綱領』)
- 쵸슈번기병대명감(『長州奇兵隊名鑑』)
- 기병대일기(『奇兵隊日記』：전 4권. 창설에서 해산까지)
  - 기병대 일기 일람(奇兵隊日記一覧)（교토대학 부속 도서관 유신자료 동영상 DB(京都大学附属図書館維新資料画像データベース))
- 아이즈 함락(부제: 보신전쟁 최대의 비극) 『会津落城-戊辰戦争最大の悲劇 츄쿄신쇼(中公新書) 1728, 쥬오코론신샤(中央公論新社) 2003년 간행(ISBN 4-12-101728-5)
- 시리즈 일본 근현대사 ①막부 말기 유신 편(『シリーズ日本近現代史① 幕末・維新) -이노우에 카츠오(井上勝夫), 이와나미신쇼(岩波新書) 신양장본1042』, 2006년 간행(ISBN 4-00-431042-3)

## 같이 보기
- 기헤이타이 (드라마) - 1989년 닛테레(日本テレビ) 연말 시대극 스페셜(전 5편) 마츠다이라 켄 주연, 다케다 테츠야 등 특별출연